# Drum național 14B
Der Drum național 14B (rumänisch für „Nationalstraße 14B“, kurz DN14B) ist eine Hauptstraße in Rumänien.

## Verlauf
Die Straße zweigt in Teiuș rund 16 km nördlich von Alba Iulia (Karlsburg) vom Drum național 1 (zugleich Europastraße 81) und verläuft in östlicher Richtung durch Blaj (Blasendorf) der Târnava Mare (Großen Kokel) entlang nach Axente Sever (Frauendorf) westlich von Copșa Mică (Kleinkopisch), wo sie auf den Drum național 14 (Europastraße 60) trifft und an diesem endet.
Die Länge der Straße beträgt rund 58 Kilometer.